# In Battle
Gli In Battle sono un gruppo che suona Black metal e Death metal. Sono originari di Sundsvall in Svezia.

## Storia
I membri iniziali della band erano John Frölén e Håkan Sjödin alla chitarra e al basso, John Odhinn Sandin alla voce, e Otto Wiklund alla batteria. Håkan Sjödin lasciò presto i compagni per dedicarsi a tempo pieno al suo impegno con i Setherial. Il primo disco, intitolato In Battle, venne registrato a Stoccolma in Svezia nel 1997, per conto della Napalm Records.
Seguì nel Marzo del 1998 The Rage of the Northmen, questa volta prodotto alla Balleriana Audio, a Umeå, Svezia.
Nel corso del 1999, dei membri originali, rimase solo Frölén, che incominciò da solo a preparare i materiali per la terza fatica.
Durante il 2002 iniziò a provare con Sandin (a quel tempo batterista), per poi chiedere a Hans Carlsson (chitarra), allora membro dei Diabolica.
Il 2003 vide Nils Fjellström degli Aeon rimpiazzare Sandin, il quale ripiegò verso il ruolo di voce; inoltre in quell'anno la band produsse Soul Metamorphosis al Necromorbus Studio di Stoccolma, Svezia.
Nel 2004 uscì poi Welcome to the Battlefield, particolare per il fatto di essere stato registrato in tre diverse sedi. L'opera venne poi visionata da Erik Rutan, membro dei Morbid Angel e degli Hate Eternal.
L'anno dopo la band recise il contratto con la Cold Record, e ne firmò un altro con la Nocturnal Art Productions, in tempo per incominciare Kingdom of Fear, il quarto del gruppo, che venne distribuito nel settembre del 2007.
Tuttora gli In Battle sono impegnati nella registrazione di Flames & Death.

## Membri attuali
- John Odhinn Sandin - voce (1996-1998, 2002-)
- John Frölén - basso (precedentemente chitarra) (1996-)
- Hasse Karlsson -  chitarra (2002-)
- Nils Fjällström - batteria (2003-)

## Membri del passato
- Håkan Sjödin (aka Mysteriis) - chitarra, basso (1996-1997)
- Otto Wiklund - batteria, voce (1996-1998)
- Marcus Edvardsson - basso (2003)

## Discografia

### Album in studio
- 1997 - In Battle
- 1999 - The Rage of the Northmen
- 2004 - Welcome to the Battlefield
- 2007 - Kingdom of Fear

### EP
- 2003 - Soul Metamorphosis